# Henriette Cappelaere

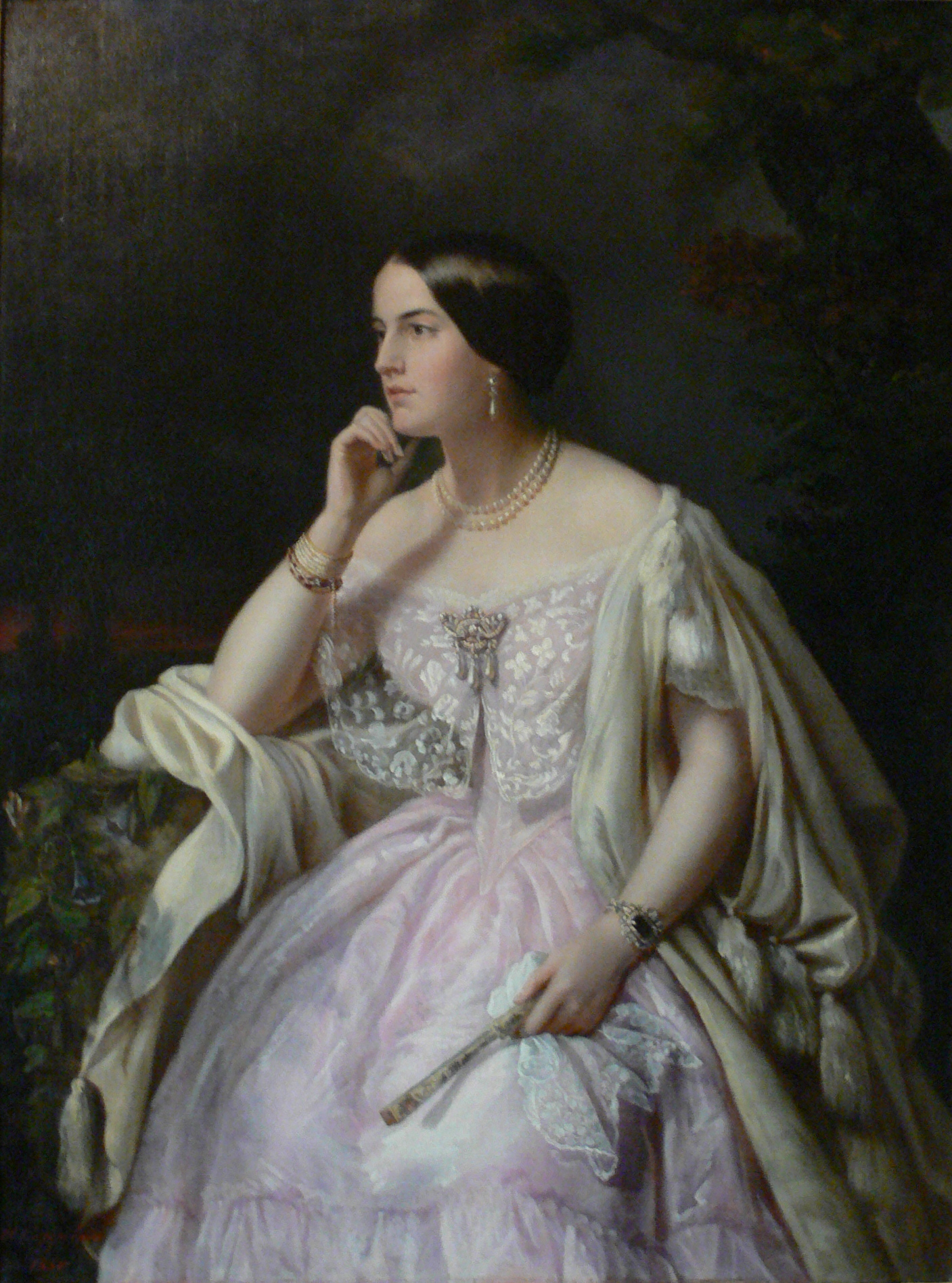
Portretul lui Harriet Howard, 1850, ulei pe pânză, în colecția Château de Compiègne

Henriette Jacotte Cappelaere (n. 25 mai 1812, Paris, Primul Imperiu Francez – d. 15 ianuarie 1906, Paris, Île-de-France, Franța) a fost o pictoriță franceză activă din 1846 până în 1859.
Se cunosc puține lucruri despre viața lui Cappelaere, deși a fost inclusă în Dictionnaire Général des Artistes de l'école française depuis l'origine des arts du dessin jusqu'à nos jours realizat de Émile Bellier de La Chavignerie⁠(d) în 1882. Originară din Paris și elevă a lui Léon Cogniet, a expus la Saloanele din Paris din 1846, 1848, 1849 și 1859. Producția ei a constat în principal din portrete, picturi de gen și picturi de câini. În 1850 locuia la adresa rue Godot-de-Mauroy 22, care mai târziu avea să devină parte din arondismentul 9 din Paris. În acel an și-a expus cele mai cunoscute lucrări la Salon; una dintre ele a fost un portret al lui Harriet Howard⁠(d), amanta lui Napoleon al III-lea, iar cealaltă a fost o pictură a câinelui acestuia, Ham. Astăzi, ambele lucrări se află în colecția Château de Compiègne.